# Masca dreptății
Masca dreptății (în germană Der Clown) este un serial de acțiune polițist din Germania. 
Max Zander, un agent de poliție de la WIPA (World Intelligence Police Agency). Când prietenul său moare într-o mașină-bombă destinată lui, Max decide să-și prefacă propria moarte și să trăiască ca o fantomă, cunoscută doar sub numele de „Clownul”, și să lupte cu crima. El primește ajutor de la prietenii săi, jurnalista Claudia Diehl (Diana Frank), pilotul Tobias „Dobbs” Steiger (Thomas Anzenhofer) și avocatul Joseph Ludowski (Volkmar Kleinert).
În Germania serialul a fost difuzat de RTL Television, iar în România serialul a fost difuzat pe Kanal D.